# Дзуцев Алан Феліксович
Алан Феліксович Дзуцев (нар. 24 грудня 1988, Владикавказ, Росія) — український та російський футболіст, воротар.

## Життєпис
Народився у Владикавказі, вихованець молодіжної академії «Аланії». Футбольну кар'єру розпочав у 2005 році в складі дубля «Аланії». У 2006 році переїхав до України. Зіграв 1 матч в аматорському чемпіонаті України за «Грань» (Бузова). Потім отримав запрошення від другої команди «Оболоні», у футболці якої дебютував 17 червня 2006 року в програному (0:2) домашньому поєдинку 29-о туру групи А Другої ліги проти «Рави». Алан вийшов на поле в стартовому складі команди на позиції нападника та відіграв увесь матч, а на 20-й хвилині отримав жовту картку. За першу команду «пивоварів» дебютував 17 серпня 2006 року в переможному (1:0) домашньому поєдинку 5-о туру Першої ліги проти ПФК «Олександрія». Дзуцев вийшов на поле в стартовому складі та відіграв увесь матч. У складі першої команди «Оболоні» у сезоні 2006/07 років зіграв 13 матчів. З 2006 по 2008 рік провів 47 поєдинків за «Оболонь-2». У сезоні 2009/10 років виступав за дубль «пивоварів», у футболці якого зіграв 21 матч.
Потім виїхав до Росії. У 2012 році виступав за аматорський клуб ФК «Ставрополь». Наступного року перейшов до риздвянського «Газпром-трансгазу Ставрополя». У новій команді дебютував 26 липня 2013 року в переможному (3:1) домашньому поєдинку 1/128 фіналу кубку Росії проти п'ятигорського «Машука-КМВ». Алан вийшов на поле в стартовому складі та відіграв увесь матч. У Другому дивізіоні (зона «Південь») дебютував 4 вересня 2013 року в переможному (2:1) виїзному поєдинку 10-о туру проти грозненського «Терека-2». Дзуцев вийшов на поле в стартовому складі та відіграв увесь матч. У команді основним воротарем стати не зумів, зіграв 5 матчів у Другому дивізіоні та 1 поєдинок у кубку Росії. У 2016 році захищав кольори аматорського клубу «Щит Осетії» (Владикавказ).